# Seegupf
Seegupf är en bergstopp i Österrike.   Den ligger i distriktet Liezen och förbundslandet Steiermark, i den centrala delen av landet, 170 km sydväst om huvudstaden Wien. Toppen på Seegupf är 1 894 meter över havet.
Terrängen runt Seegupf är varierad. Närmaste större samhälle är Rottenmann, 3,9 km norr om Seegupf. 
I omgivningarna runt Seegupf växer i huvudsak barrskog. Runt Seegupf är det ganska glesbefolkat, med 42 invånare per kvadratkilometer.